# Laura Ramsey
Laura Ramsey (* 14. listopadu 1982 Brandon, Wisconsin, USA) je americká filmová a televizní herečka. Je známá díky její roli ve filmu Ruiny (2008), Prostředníci (2009), Sejmout zabijáka  (2011) a Are You Here (2014).

## Osobní život
Narodila se v Brandonu ve státě Wisconsin. V roce 2001 vystudovala střední školu v Rosendalu, poté navštěvovala univerzitu v Ripponu. Její kariéra začala v při práci v restauraci na Sunset Boulevardu, kde si ji povšiml agent. Následně dostala pozvánku na konkurz do role v dokumentu Ten pravý Cancun o mladých lidech v Mexiku. Poté hrála v ABC televizním seriálu Dny. Jejím prvním celovečerním filmem byl Legendy z Dogtownu s Catherine Hardwicke.

## Filmy
| Rok  | Film                         | Postava                      |
| ---- | ---------------------------- | ---------------------------- |
| 2003 | Ten pravý Cancun             | Herself                      |
| 2005 | Cruel World                  | Jenny                        |
| 2005 | Venom                        | Rachel                       |
| 2005 | Legendy z Dogtownu           | Gabrielle                    |
| 2006 | Super náhradník              | Olivia                       |
| 2006 | Síly temna                   | Sarah Wenham                 |
| 2007 | Vše, co Lola chce            | Lola                         |
| 2008 | Ruiny                        | Stacy                        |
| 2009 | Prostředníci                 | Audrey Dawn                  |
| 2009 | Cvokař                       | Kiera                        |
| 2010 | Odnikud někam                | Naked Blonde with Sailor Cap |
| 2011 | Street                       | Lexi                         |
| 2011 | Sejmout zabijáka             | Ellie O'Hara                 |
| 2011 | Where the Road Meets the Sun | Sandra                       |
| 2012 | Hirokin                      | Maren                        |
| 2012 | Nikdo nepřežije              | Betty                        |
| 2013 | Pulling Strings              | Rachel                       |
| 2014 | Are You Here                 | Angela                       |